# چلسی جانسون
چلسی جانسون (انگلیسی: Chelsea Johnson؛ زادهٔ ۲۰ دسامبر ۱۹۸۳) ورزشکار پرش با نیزه زن اهل ایالات متحده آمریکا است.
وی در مسابقات کشوری و بین‌المللی در مجموع برندهٔ ۱ مدال نقره شده‌است.